# 옥타비아 스펜서
옥타비아 스펜서(Octavia Spencer, 1970년 5월 25일 ~ )는 미국의 배우이다. 2011년 영화 《헬프》를 통해 아카데미 여우조연상, 골든 글로브상 극영화 부문 여우주연상, 영국 아카데미 여우조연상 등 다수의 상을 수상하면서 대대적으로 이름을 알렸다.

## 출연 작품
- 타임 투 킬 (1996)
- 존 말코비치 되기 (1999)
- 너 어느 별에서 왔니? (2000)
- 스파이더맨 (2002)
- 금발이 너무해 2 (2003)
- S.W.A.T. 특수기동대 (2003)
- 나쁜 산타 (2003)
- 미스 에이전트 2 (2005)
- 드래그 미 투 헬 (2009)
- 헬프 (2011) - 미니 잭슨 역
- 설국열차 (2013) - 타냐 역
- 겟 온 업 (2014)
- 주토피아 (2016)
- 히든 피겨스 (2016)
- 어메이징 메리 (2017)
- 셰이프 오브 워터: 사랑의 모양 (2017) - 젤다 풀러 역
- 그린 북 (2018)
- 인스턴트 패밀리 (2018)
- 닥터 두리틀 (2020)
- 온워드: 단 하루의 기적 (2020)
- 마녀를 잡아라 (2020)